# Thủ tướng Hy Lạp
Thủ tướng Cộng hoà Hy Lạp (tiếng Hy Lạp: Πρωθυπουργός της Ελληνικής Δημοκρατίας, Pro̱thypourgós ti̱s Elli̱nikí̱s Di̱mokratías), còn được gọi là Thủ tướng Hy Lạp (tiếng Hy Lạp: Πρωθυπουργός της Ελλάδας, Pro̱thypourgós ti̱s Elládas) là người đứng đầu chính phủ của Cộng hoà Hy Lạp và là người đứng đầu nội các Hy Lạp. Thủ tướng đương nhiệm là Kyriakos Mitsotakis, nhậm chức vào ngày 8 tháng 7 năm 2019.